# Жак Брель
Жак Брель (фр. Jacques Brel; нар. 8 квітня 1929 — пом. 9 жовтня, 1978 року) — бельгійський франкомовний співак-шансоньє, поет, композитор, режисер та кіноактор.

## Життєпис
Народився 8 квітня 1929 в місті Схарбек (Брюссельський столичний регіон, Бельгія), коли його батькові вже було під п'ятдесят. Не склав випускні іспити і залишився без атестата про середню освіту. Батько влаштував його на картонну фабрику, співвласником якої був. Цілими днями Брель приймав замовлення на коробки для печива і шоколаду та брав участь у групі «Франш Корді». Вони влаштовували самодіяльні концерти в лікарнях і будинках пристарілих.
Завдяки групі Брель познайомився з Терезою Мішіельсен. Вони одружились, у шлюбі народжуються три доньки — Шанталь (1951 р.н.), Франс (1953 р.н.) і Ізабель (1958 р.н.).
Починаючи з 1952 року, Жак складає пісні, які він виконує у сімейному колі або на вечірках в брюссельських кабаре. У 1953 році виходить перша платівка — її чекав провал. Проте Жак не здавався. Вдень Брель обходив студії грамзапису, а ночами співав, переходячи з одного шинку в інший. Йому платили мізер і доводилося крутитися, щоб вижити. Годинами вправлявся, щоб позбутися від провінційного акценту і розкотистого «Р». Преса його все ж помітила. Газета «Франс-Суар» писала: «Пан Брель, здається, бельгієць? Ми хочемо йому нагадати, що з Парижа до Брюсселя прямує багато поїздів» . Продюсер Жак Канетті, що відкрив не одну зірку французької естради, влаштував Брелю ангажемент: тепер він їздив по провінції в компанії молодих артистів.
У лютому 1954 року Брель записує платівку з 8 пісень на студії «Філліпс», але ні комерційного, ні творчого успіху вона не приносить. Того ж року Канетті відправляє співака в турне: Брель виступає в різних містах Бельгії та Франції, в Амстердамі, Лозанні, Північній Африці. Саме завдяки гастролям він нарешті стає популярним.
У 1956 році Брель починає співпрацювати з піаністом — акомпаніатором і оркестровиком Франсуа Робером, в 1957 році у нього з'являється другий акомпаніатор Жерар Жуаннест — для концертних виступів. Тоді ж його черговий альбом отримує Гран-прі Академії Шарля Кро. З 1958 року Брель активно виступає в престижних залах «Олімпія» і «Бобіне», «Альгамбра».
У середині 1960-тих років Брель дуже знаменитий. У Франції його називають Великим Жаком, в Бельгії взагалі вважають національним героєм. Він дає по 300 концертів на рік (більше, ніж будь-який французький шансоньє) і збирає аншлаги в Європі, Північній Африці, Ізраїлі, Канаді, Америці, СРСР.
На піку успіху в 1966 році Брель вирішує залишити спів і сцену. 16 травня 1967 в Рубе відбувся його останній концерт.
З'являється нове захоплення — кіно. Знімається у Молінаро, Карне, Лелуша та інших майстрів. Пробує себе в режисурі — дебютна стрічка «Франц» (1971), «Дикий Захід», 1973). Режисерські проекти приносять збитки, зрештою Брель розчаровується в кіно, а заодно — і шоу-бізнесі. Брель разом з Медлі Бемі, з якою познайомився в 1971 році на зйомках картини Лелюша «Пригода є пригода», влаштувався на острівці Хіва — Оа Маркізького архіпелагу в Тихому океані, де прожив останні роки життя. Жак привозив на своєму літачку для місцевих жителів, які його обожнювали, пошту, провізію та медикаменти.
Жак Брель, який хворів на рак легенів, коли йому стало зовсім погано, був змушений повернутися до Парижу на процедур лікування хімієтерапію. Помер від серцевої недостатності у лікарні паризького передмістя Бобіньї 9 жовтня 1978. Поховали його через три дні — на острові Хіва—Оа поруч з могилою Поля Гогена. За його бажанням на могилі нема ніякого хреста, тільки камяна стела з бронзовою табличкою, на якій зображен барельєф Бреля з його останньою коханою Мадлі Бамі (Maddley Bamy, французька акторка та письменниця). Йому було всього 49 років. За кілька місяців до смерті, повернувшись з добровільного відлюдництва, він встиг записати свій останній великий альбом.

## Дискографія
- 1953: Перший сингл, записаний в Брюсселі : La foire / Il y a
- 1954: Дебютний альбом : Jacques Brel et ses chansons
- 1957 : Quand on n'a que l'amour, Heureux, Pardons, …
- 1958 : Je ne sais pas, Au printemps, …
- 1958: Диск для журналу Marie-Claire включає в себе L'introduction à la Nativité та L'évangile selon Saint-Luc
- 1959 : La valse à mille temps, Ne me quitte pas, Je t'aime, Isabelle, La mort, …
- 1961 : Marieke, Le moribond, …
- 1963 : Les Bigotes, Les Vieux, La Fanette, …
- 1964 : Jef, Les bonbons, Mathilde, Amsterdam…
- 1965 : Ces gens-là, Fernand, …
- 1967 : 67 comprenant Mon enfance, À jeun, …
- 1968 : Vesoul, L'éclusier, …
- 1970 : L'Homme de la Mancha
- 1972: Нові записи старих пісень
- 1977 : Les Marquises

### Концертні альбоми
- 1962 : Olympia 1961
- 1964 : Olympia 1964

## Вибіркова фільмографія

### Актор
- 1967 — Професійні ризики /Les risques du métier
- 1969 — Мій дядько Бенджамін /Mon oncle Benjamin
- 1971 — Порушники закону /Les Assassins de l'ordre
- 1972 — Франц /Franz
- 1972 — Пригода то пригода /L'aventure c'est l'aventure
- 1972 — Бар «Вилка» /Le Bar de la Fourche
- 1973 — Дикий Захід /Le Far West
- 1973 — Зануда /L'emmerdeur

## Документальні фільми
- 2015 - Жак Брель. Життя в тисячу обертів (фр. Jacques Brel, une vie a mille temps), реж. Елоді М'яле (фр. Élodie Mialet).